# اما (شینتو)

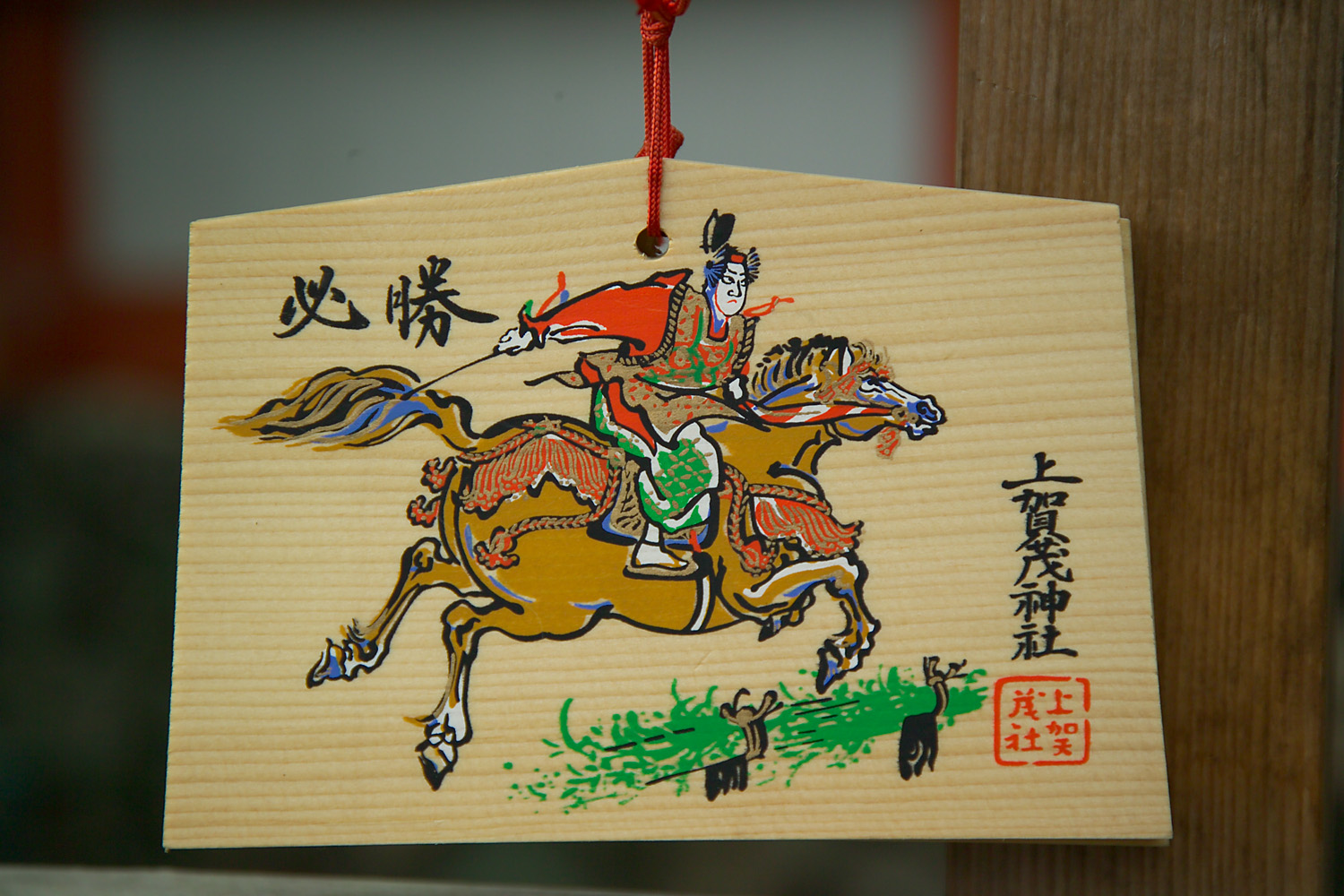

اِما 絵馬∗ یا ئه‌اوما えうま نگار نذری تشکیل شده از پلاک چوبی کوچک در فرهنگ ژاپنی و آیین شینتو است. بر لوحهٔ اِما حیوانات مختلف و گاه دیگر تصویرهای آیین شینتو به نگارش در می‌آیند. معنی لفظی «اِما» اسب‌نگاره است. این عبارت از ترکیب دو کانجی ئه (絵) به معنی تصویر و اوما (馬) به معنی اسب ساخته شده‌است. این لوحه‌های تصویری به عنوان نذر به معبدهای شینتو برده شده و در آنجا آویخته می‌شود.
زائران آرزوهای خود را بر این لوحه‌ها می‌نویسند و به امید تحقق بخشیدن این آرزوها، لوحه‌ها را به معبد می‌سپارند. بیشتر مردم تندرستی، کامیابی در کسب و کار، قبول شدن در امتحان‌هایی مانند کنکور، عشق یا ثروت را آرزو می‌کنند.

## اساس

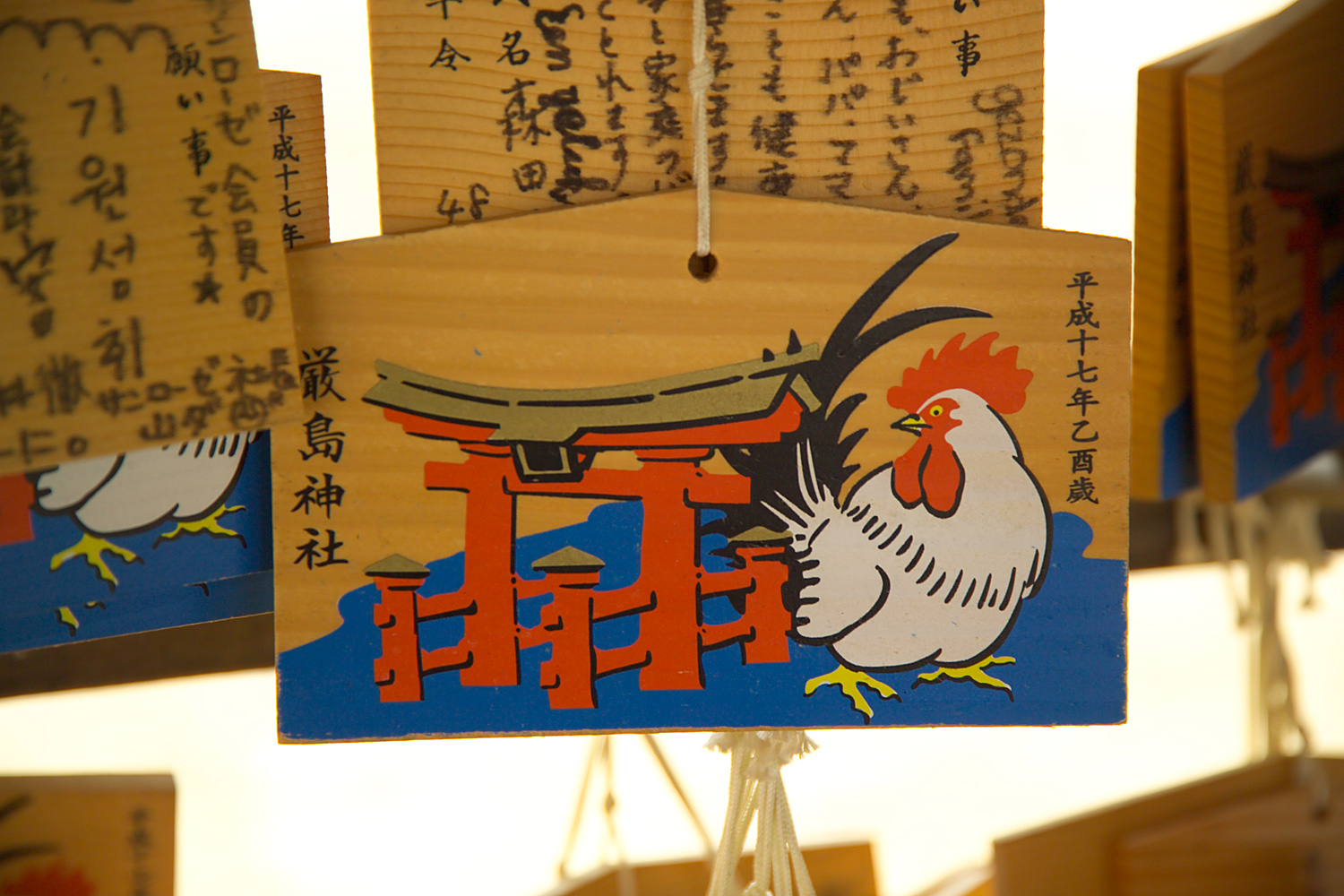

در قرون وسطی ژاپنی‌های ثروتمند اسب را به عنوان یک جانور نذری به پرستشگاه‌ها پیشکش می‌کردند، تا اینکه در دورهٔ هی‌آن (۷۹۴–۱۱۵۸ پس از میلاد) پلاک نذری با تصویر اسب بر آن جانشین پیشکش کردن اسب شد. کم‌کم تصویرهای دیگری هم بر روی این لوحه‌ها نقاشی شد، مانند جانواران دائرةالبروج یا تصویرهایی از شعائر مذهبی.